# 門迪 (巴布亞紐幾內亞)
門迪（Mendi），巴布亚新几内亚南高地省省會和門迪-穆尼胡縣縣治，位于巴布亚新几内亚的中部，人口4.3万余人。
城镇坐落与海拔1675米高的门迪河谷，由西向东的石灰岩山上。基科里河（Kikori）發源於門迪所在的山區，埃拉韦河（Erave）與斯特里克兰河（Strickland）河则流经其轄境的巴布亚新几内亚第二高峰Giluwe山。
门迪的人口较为稠密，经济也相对较好。城镇拥有蔬菜和咖啡的种植以及茶园，还有一家锯木厂。门迪的交通大都依赖空运，巴布亚新几内亚重干公路，海兰兹高速公路（Highlands Highway）也经通门迪，东面通往芒特哈根以及临海的莱城。